# Uppebo naturreservat
Uppebo är ett naturreservat i Kävsjö socken i Gnosjö kommun i Jönköpings län.

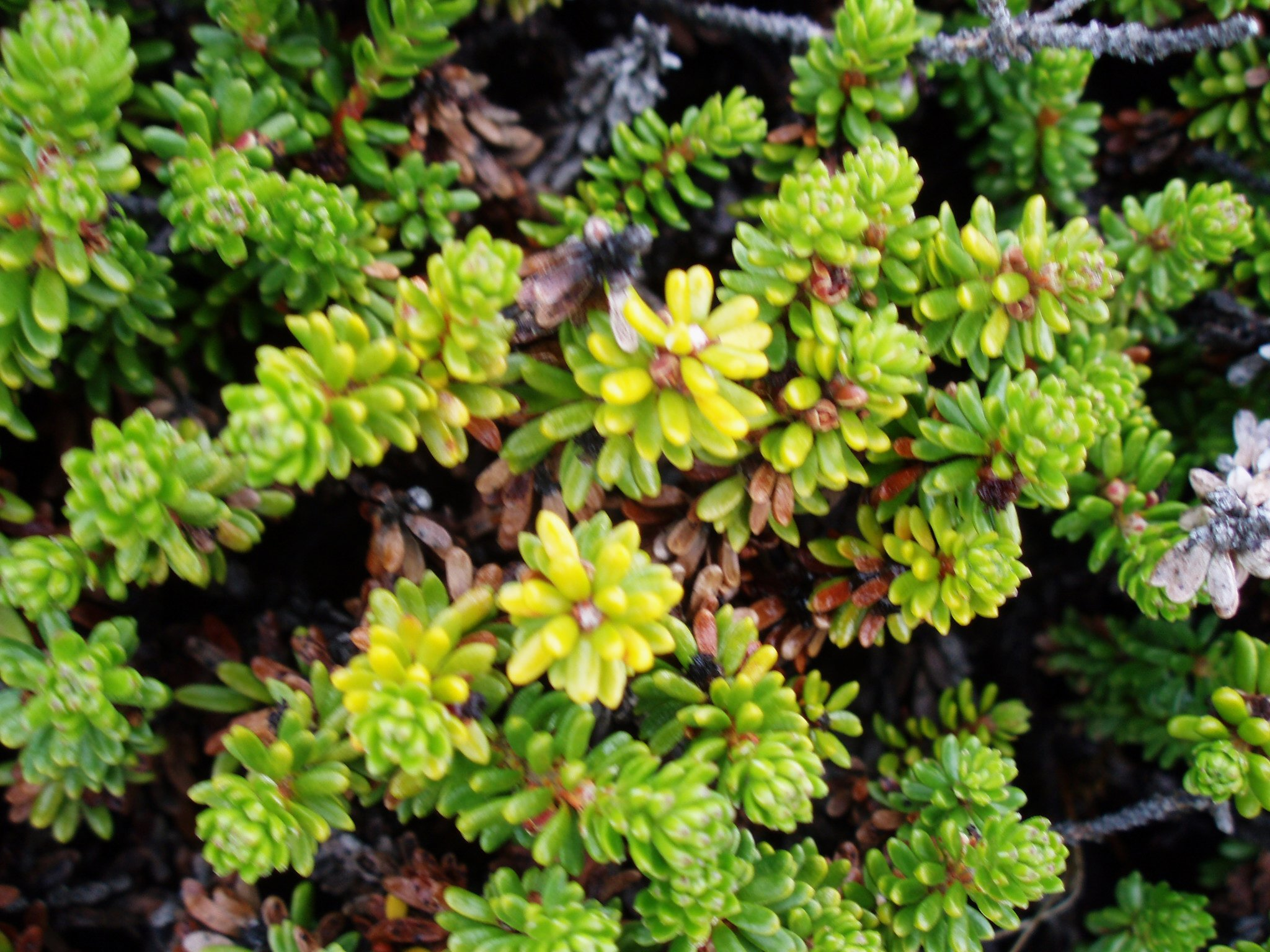
Kråkbär

Naturreservatet omfattar 35 hektar och är skyddat sedan 2007. Området är beläget nordost om Hillerstorp och består av öppen myr och delvis skogbevuxen högmosse. Reservatet gränsar i söder till Store Mosse nationalpark. På en del ställen växer tallskog. Längs med mossens utkant växer en randskog av tall.